# Heinrich Triepel
Carl Heinrich Triepel, född den 12 februari 1868 i Leipzig, död den 23 november 1946, var en tysk jurist och rättsfilosof.  
Triepel blev 1899 extra ordinarie professor i juridik i Leipzig, 1900 ordinarie i Tübingen, 1909 i Kiel och 1913 i Berlin.